# STOCKVOICE
STOCKVOICE（ストックボイス）は、東京都中央区に本社を置く株式会社ストックボイスが運営・放送するインターネットテレビ、および東京メトロポリタンテレビジョン（TOKYO MX）・三重テレビ放送・サンテレビジョンで放送されている株式市況・経済情報番組である。

## 概要
東京証券取引所に隣接した別ビルからのラジオ（音声）配信で2004年10月28日に放送を開始した。
2006年11月16日から、各番組共東証アローズ・メディアセンターにある、ストックボイス・東証アローズスタジオからの生放送に移行。現在はテレビメディア向けの同時生配信、独自生番組配信も行うほか、インターネットのみで、東証アローズでの企業記者会見の模様や、独自番組を配信している。
動画配信の開始時は4:3SD映像であったが、2008年5月26日からテレビ向け放送はハイビジョン制作に移行（一部の映像は4:3SDのまま）した。その後、2012年3月30日付けでYahoo!オフィシャルチャンネルのサービス終了に伴い、オンデマンド放送をYouTubeへ移行している。
2016年4月からは自社独自のライブ配信（プラットフォームはOoyalaを採用）を開始した。2017年4月1日より、テレビ放送・東証Arrows stockvoiceのスタジオの全体を含むスタジオのリニューアル化に伴い背景と画面下の放送局名と番組名の表記(横長サイズの赤色)が変更されそれに伴い赤い縞模様と赤い菱形の背景と画面下のロゴマーク表記 (横長サイズの赤色)はその前日となる2017年3月31日をもって使用終了(廃止)となった。ただし、CM時の株ボードのBGMやオープニング等は2017年以降もそのままであるが2021年以降もさらにリニューアルに伴って廃された。LIVEの表示は2017年4月より旧番組と共に廃されている。
2024年10月2日からは楽天グループの協力により、同社運営の動画配信サービスであるRチャンネルでの配信を開始した。
メインキャスターであり、当メディアの中心人物である、倉沢良一（代表取締役）と岩本秀雄（取締役副社長）は、長年にわたって、ラジオNIKKEIの“ザラ場”番組に出演しており、当サイトの放送開始直前まで両名とも「マーケットTODAY」に出演していた。また、番組アシスタントに当たる「ストックキャスター」においては、開始当初は、殆どがラジオNIKKEIでマーケット番組に出演経験のある者ばかりで、中には当サイトとラジオNIKKEIのザラ場生番組を掛け持ちしていた者もいた。これは、テレビ番組も含め、株式報道の経験がある女性アナウンサーの絶対数が少ないことも要因である。なお、2008年4月以降、ラジオNIKKEIのザラ場番組（「株式完全実況解説 株チャン↑」）は、スタジオ進行を社員アナウンサー、社員記者のみで行うようになったため、当サイト番組との重複出演者は無いが、従来キャスターに起用してきた社外出演者（株式アナリストなど）を一掃してしまったため、当サイトのザラ場時間中を含めた各番組に出演している例が多い。リスナーを登録制にしてストックボックスへの投稿も積極的に奨めている。
サイトの設立に当たっては、ネット証券大手5社で構成された「ネット証券評議会」の支援があり、2007年3月の同会解散以降も、ラジオNIKKEIでは番組提供、CM放送をしていない松井証券、オリックス証券が引き続き協賛し、TOKYO MXでの放送についても両社が番組提供を行っている。三重テレビでは、岡三証券が番組提供を行っている。
2025年7月1日、東洋経済新報社が本企業の全株式を取得し、買収した。それに先立ち、前日（6月30日）の臨時株主総会にて倉澤が社長職から退任し、後任として、東洋経済新報社編集局東洋経済編集部長を務めている山本直樹が就任した。創業者である倉沢・岩本は引き続き顧問として残る。

### 過去の配信
- 2006年12月1日からはYahoo!動画での動画ライブ配信を開始（ラジオ配信も実施、ただしテレビ向け番組の音声部分を配信していた）。Yahoo!動画での放送は、全番組で4:3SD映像のまま（ハイビジョン画面の左右カット）であったが、終了時はテレビ向け放送と同じく、16:9サイズ画面での配信となっていた（移行時期不明）。
- 2006年11月に携帯電話向け音声配信を開始したが、既に撤退している（撤退時期不明）[注釈 2]。
- 2012年3月30日付けでYahoo!オフィシャルチャンネルのサービスが終了したのに伴い、Yahoo!動画でのライブ配信の提供を2012年7月2日付けで終了し、USTREAMへ一本化[6]したものの、USTREAM日本法人の閉鎖を受け、USTREAMでの配信も2016年3月末で終了している。
- 2016年2月1日よりTOKYO MXの「エムキャス」でのライブ配信を開始したが、エムキャス自体のサービス終了（2024年6月）に伴い配信を終了した[7][8]。
- サイバーエージェントの「AmebaFresh」（後のFRESH! by AbemaTV → FRESH LIVE）でも配信を行っていたが（開始時期不明）、FRESH LIVE自体のサービス終了（2020年11月）に伴い配信を終了している[9]。
- 2020年4月からヤフーとの提携により、Yahoo!ファイナンスでのライブ配信を開始したが、2021年6月末で終了した[10]。

## 主な番組
出演者のうち、倉沢、岩本、渡部、中村、今野の5人がストックボイス所属。その他の者はフリー或いは関係団体所属の評論家、キャスター等を起用している。女性陣はジョイスタッフ所属の者の割合が多い。

### 東京マーケットワイド
取引時間中の指標動向、個別銘柄の状況を伝えるワイド番組。2008年6月30日からはTOKYO MXの地上デジタル放送・ワンセグの第2チャンネルへも配信。地上波放送局としては初めてとなる、東京市場全取引時間の完全放送を行っている。
1コーナーをおよそ15分区切りとし、コーナーごとにゲストトーク（スタジオ出演または電話でのトーク、外部サテライトスタジオからの生出演）や株式ランキング紹介などを行っている。Arrows第二スタジオから記者による解説も行っている。当日の出演者は公式サイトのブログに記載される。
TOKYO MXでは、ハイビジョン映像（一部の映像は4:3SD）の画面右下に、独自のスーパー（東証アローズLIVE　市況情報）を表示している。なお、2008年8月28日放送分から、デジタルMX2での放送分のみ、スタジオ画面（16:9）を組み込んだ、データ画面での放送が行われている。
2024年11月1日までの後場の部は15:20まで放送していたが、同月5日からは東京証券取引所の取引時間延長に伴い、15:50まで拡大。これに伴い、STOCKVOICEにて15時台に配信しているミニ番組についても放送時間が変更となった。
また、2011年3月までは『東京シティ競馬中継』が放送される場合は、後場の部は15:04まで放送し、15:06頃～15:15頃まで、地上アナログ・デジタルMX1・ワンセグ1の「TOKYO MX NEWS」内で、引き続き放送していた。
- 放送時間／平日8:30 - 11:40、12:29 - 15:50（祝日は市場が開かないので休みとなり、この時間帯は「ヒーリングタイム&ヘッドラインニュース」や映画を放送していたが、2020年4月より祝日は完全に放送休止となった。）
- 配信メディア／ストボ・オンデマンド・TOKYO MX（デジタルMX2・ワンセグ2）・三重テレビ（デジタル072）[注釈 4]・サンテレビ（デジタル032）[注釈 5]・Rチャンネル
- 出演者（2022年5月現在）／
  - （当日出演キャスターの外部講演等の事情により、別キャスター・記者の代行もある）
  - 前場（午前）
    - 月曜日：岩本秀雄、仲田奈々[15]
    - 火曜日：櫻井英明、安蒜幸紀[16]
    - 水曜日：鈴木一之、西谷祐紀子[17]
    - 木曜日：中嶋健吉、小川真由美
    - 金曜日：松崎泰弘、小川真由美

  - 後場（午後）
    - 月曜日：今野浩明、小川まどか
    - 火曜日：福永博之[18]、西谷祐紀子
    - 水曜日：櫻井英明、小川真由美
    - 木曜日：鈴木一之、安蒜幸紀
    - 金曜日：和島英樹、仲田奈々

  - Arrows第二スタジオ記者
    - 中村鋭介（主に新興市場担当）、今野浩明（「マーケットウォッチ」担当）

### 今日の株式・明日の株式
前半は日経平均株価とTOPIXの大引値、大阪取引所日経225先物取引ナイトセッションの寄付値、16時30分時点の為替の動きを紹介しつつ今日の総括と翌営業日の展望、後半は翌営業日以降の内外企業の決算発表や中央銀行の政策決定会合、経済指標の発表などのスケジュールの紹介と、TDnetからピックアップした注目銘柄を取り上げる。
2010年5月10日より、BS12・TwellV（トゥエルビ）での放送を開始したが、すでに終了している（終了時期不明）。
- 放送時間／平日16:30～17:00（2023年度までは大発会・大納会当日に時間を繰り上げたこともあったが、東証取引時間拡大に伴って東京マーケットワイドの放送時間も拡大されたため、2024年度は放送時間の繰り上げは行われていない）。
- 配信メディア／ストボ・オンデマンド・Rチャンネル・Xスペース（音声のみ）。ポッドキャスト（音声のみ）とオンデマンド再生（YouTube）はすでに終了している。
- 出演者（2025年1月現在）／天野秀夫、岩本秀雄(月～水)、今野浩明(木)、渡部一実(金)

### STOCKVOICE International "WORLD MARKETZ"
『「Prime Time Trader」に「Prime Time Market」をお届けいたします』を合言葉に、海外の相場情報を東証アローズ内のミニスタジオから生放送で紹介する。
主に番組を前半と後半に分け、それぞれ株、為替、コモディティについて国内外のコメンテーターと電話で結んでやりとりする。スタジオにゲストを呼んで対談することもある。都合によりコメンテーターが1人のみとなる日は出演者による解説が行われたり、公式Xで取ったアンケート結果を紹介したりする。サマータイム期間中はニューヨーク証券取引所のオープニングベル（サマータイム（3月の第2日曜日-11月の第1日曜日）の場合、日本時間22:30）を生中継する日もある。ストボ・オンデマンド配信に限り、CM枠後半部分を使って「○○（出演者名）の部屋」と題した出演者による雑談を放送する。
- 放送時間／平日22:00～23:00
- 配信メディア／ストボ・オンデマンド・Rチャンネル・TOKYO MX（デジタルMX2・ワンセグ2）
- 出演者（2025年7月現在）／
  - 月曜日：鈴木ともみ・森本茉菜
  - 火曜日：渡部一実・新宮志歩
  - 水曜日：渡部一実・新宮志歩
  - 木曜日：渡部一実・荻野仁美
  - 金曜日：松崎泰弘・澤田亜紀子

## ミニ番組

### 内藤証券　中国株情報
中国株取引のパイオニア内藤証券が自社サテライトスタジオ「Kabuスタ7110」から放送。内藤証券　中国部長が中国株についてやさしく、そして詳しく解説。
- 放送時間／水曜12:00～12:15
- 配信メディア／ストボ・オンデマンド・Rチャンネル・YouTube(放送後)
- 出演者／高文河（内藤証券、週替わり）、千原靖弘（内藤証券、週替わり）、高橋優実

### IG証券 LUNCH EXPRESS
世界ナンバーワン　CFDプロバイダーの英国IGグループの日本拠点IG証券が グローバルな視点でマーケット情報を伝える。
- 放送時間／木曜12:00～12:15
- 配信メディア／ストボ・オンデマンド・Rチャンネル・IG証券YouTube(放送後)
- 出演者／石川順一（IG証券）、小川まどか

### 7110マーケットTODAY
大引け後、東京日本橋兜町の内藤証券サテライトスタジオ「kabuスタ7110」から内藤証券のアナリストがその日の相場を解説。
- 放送時間／月曜・水曜・金曜16:00～16:10[13]
- 配信メディア／ストボ・オンデマンド・Rチャンネル
- 出演者／内藤証券アナリスト

### 楽天証券マーケットNEWS
ストックボイスの記者が前引け・大引け直後に株式市場の動きを解説。銘柄の動きや、テクニカル分析、後場と明日の相場の見方を紹介する。
- 放送時間／前引け：平日11:45～11:50、大引け：平日16:15～16:20
- 配信メディア／ストボ・オンデマンド・Rチャンネル
- 出演者／前引け：岩本秀雄(月)、今野浩明(火～金)、大引け：今野浩明(月)、渡部一実(火～金)

### はじめの一歩 テクニカル分析
日本テクニカルアナリスト協会がテクニカル分析の基礎と応用をレクチャーする。
- 放送時間／第2・第4火曜 17:00～17:15（※放送日が祝日の場合は、第1・第3火曜、翌水曜のいずれかで振替）
- 配信メディア／ストボ・オンデマンド・Rチャンネル・YouTube(放送後)
- 出演者／日本テクニカルアナリスト協会

### TOKYO FINANCIAL STREET
兜町の活性化を多ジャンルなゲストと共に考える。 
- 放送時間／毎月最終金曜 17:00～17:30
- 配信メディア／ストボ・オンデマンド・Rチャンネル・YouTube(放送後)
- 出演者／鈴木ともみ

## 終了した番組

### モーニングフォーカス
海外市場の動向、きょうの東京市場の見通しなどを伝えていた。
- 放送時間／平日8:30～8:57
- 配信メディア／ラジオ・Yahoo!動画・TOKYO MX（デジタルMX2・ワンセグ2）

※BS11デジタルでの放送は、2008年8月29日で終了した
- 「東京マーケットワイド」に吸収され終了。
- 出演者／
  - 月曜日：岩本秀雄、前田環
  - 火曜日：櫻井英明、藤波ゆり子
  - 水曜日：鈴木一之、勝田香子
  - 木曜日：山口義正、仲田奈々
  - 金曜日：岩本秀雄、鈴木ともみ

### マーケットTODAY
前場総括と後場の展望を送っていた。かつてラジオNIKKEIで放送されていた同名の番組とは無関係である。2007年12月3日からは、BS11デジタルにも配信（サイマル放送）。インターネット専業メディアの番組をテレビ局が放送するのは、日本初である。
- 放送時間／平日12:00～12:30
- 配信メディア／ラジオ・Yahoo!動画・BS11デジタル
- 出演者／
  - 月曜日：三原淳雄、かわすみきみの
  - 火曜日：岡田晃、加羽沢ゆうこ
  - 水曜日：五十嵐敬喜、熊野英生　岡野進（週代わり）、野中智子
  - 木曜日：松下律、田中久美子
  - 金曜日：松崎泰弘、田中久美子
  - 特別コメンテーター：斎藤精一郎

### マネーウォッチ
株式を含め、さまざまな投資についての情報を専門家の解説を交えて取り上げていた。2007年12月3日～2008年8月29日まで放送された。
- 放送時間／平日18:00～18:30
- 配信メディア／ラジオ・Yahoo!動画・BS11デジタル
- 出演者／
  - 月曜日：鮎川良、唐澤百合
  - 火曜日：保田隆明、國友真由美
  - 水曜日：北野誠、小川真由美
  - 木曜日：野村雅道、間中由希
  - 金曜日：鈴木雅光、野中智子

### 田丸好江の実戦チャート教室～相場の女神で勝つ！～
投資成績132連勝の記録を持つたまるアセットマネジメント代表で投資家の田丸好江が独自に開発したチャート分析ソフト「スーパー・相場の女神」を使って、株式相場と個別銘柄を解説。
- 放送時間／月曜12:00～12:15
- 配信メディア／ラジオ・FRESH! by AbemaTV
- 出演者／田丸好江、たまるアセットマネジメント社員